# CHTC 에픽시티
CHTC 에픽시티는 중국의 자동차 회사인 'CHTC 킨윈'이 만든 HYK6111GBEV 모델이 된 전기버스이며, 저상버스다.

## 특징
CHTC 에픽시티는 전기를 동력으로 하여 운행하는 전기버스이며, 저상버스다. 한 번 충전할 때마다 최대 428km를 주행할 수가 있는 성능을 가지고 있으며 리튬인산철 배터리를 장착하고 있다. 모터는 260kW/300rpm의 성능을 내며 이는 총 348마력급의 출력을 내게 된다. 입석칸에는 휠체어를 타는 장애인을 위한 입석 공간이 차치하고 있으며, 버스의 앞쪽에는 좌석이 없이 뒷쪽에만 좌석이 있다.
현재 에픽시티는 대한민국의 버스 운영업체인 KD 운송그룹의 자회사에서 직수입하여 운영하고 있으며, 평안운수, 경기고속, 대원고속, 경기상운, 이천시내버스, 경기여객, 대원버스, 대원운수, 경기버스 등에서 CHTC 에픽시티 EV를 운영하고 있다.

## 같이 보기
- 전기버스
- 저상버스